# Espaldera

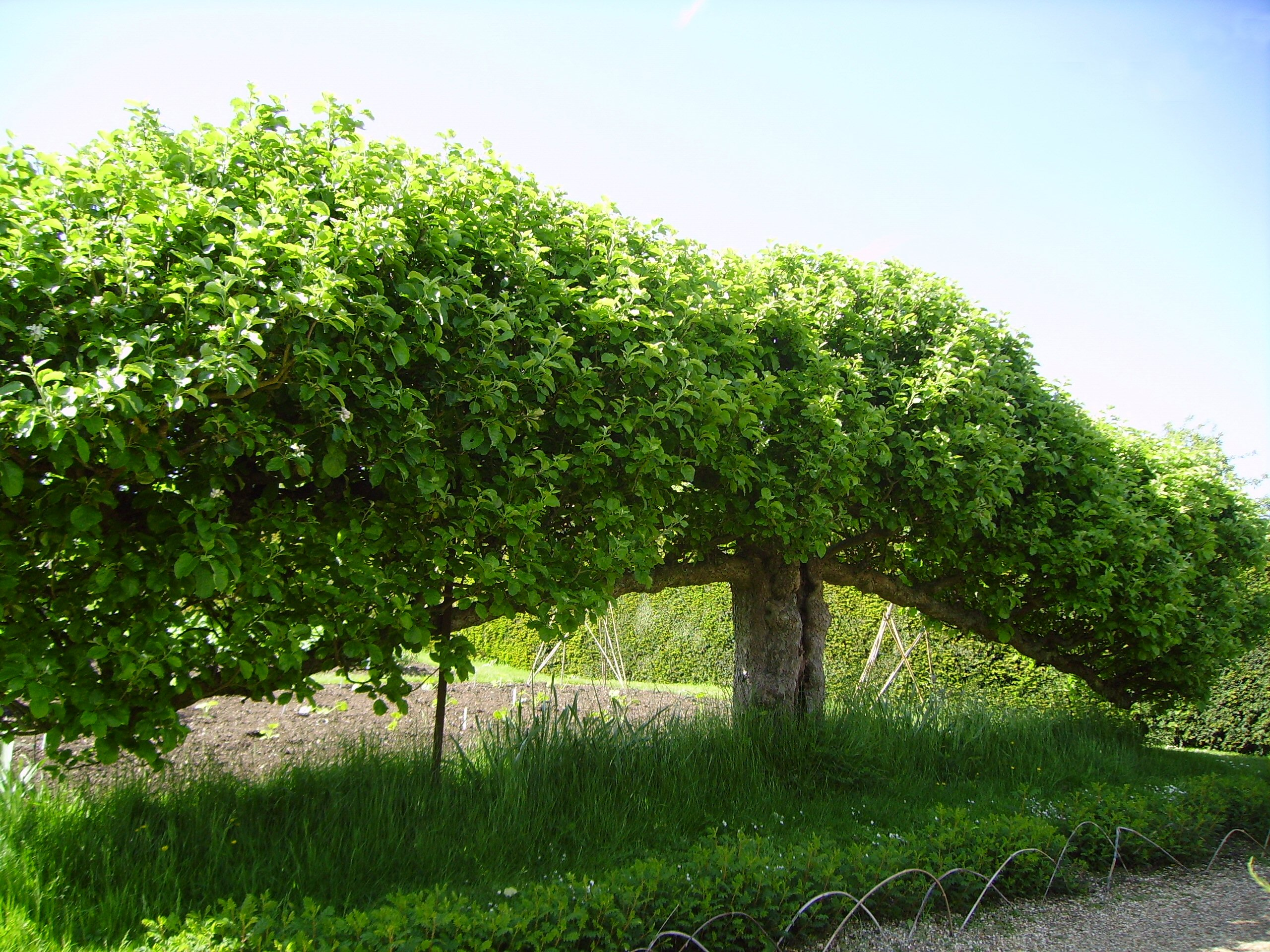
Espaldera de árboles frutales en Standen, en West Sussex en Inglaterra (mayo de 2006)

En horticultura, espaldera es el nombre de una forma de árbol, más a menudo árbol frutal, obtenida por una técnica de horticultura para tener un árbol de forma plana. La técnica era popular en la Edad Media en Europa para decorar las paredes, pero su origen es más antiguo y podría ser del Antiguo Egipto. La palabra espaldera también se refiere a emparrados sobre los cuales la planta se apoya en su crecimiento.

## Ventajas de la técnica

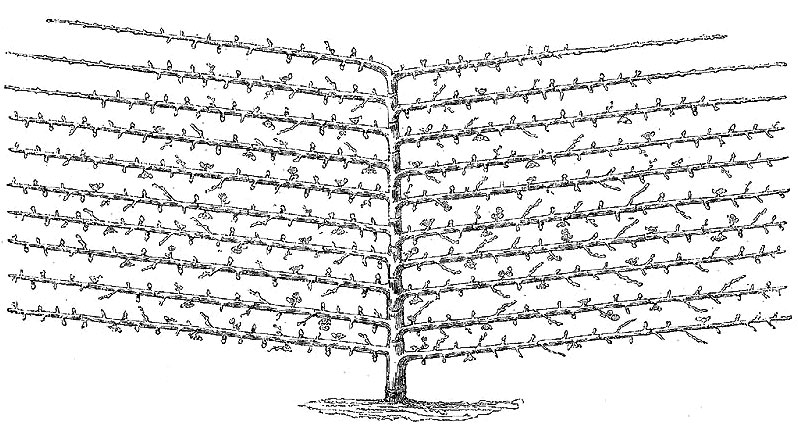
Palmeta simple de manzano

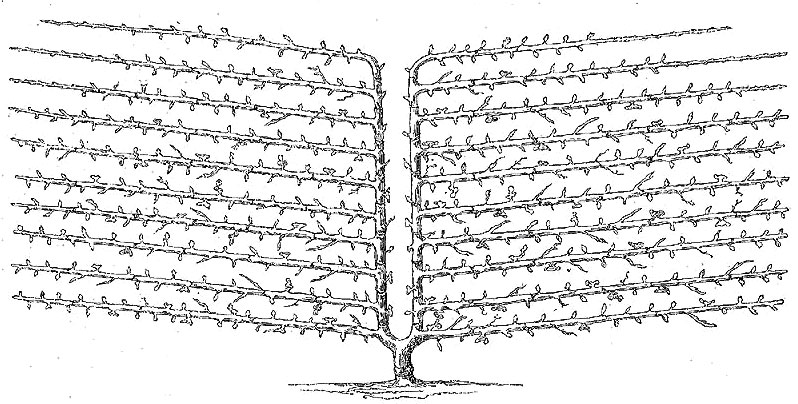
Palmeta doble

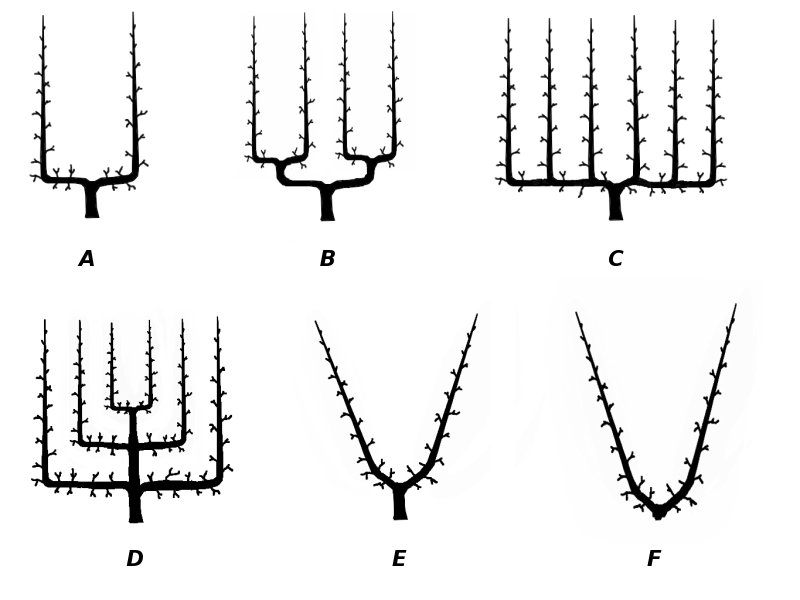
Formas de palmetas
A: en U
B: en doble u
C: candelabro
D: soplador de vidrio
E: en Y
F: en V

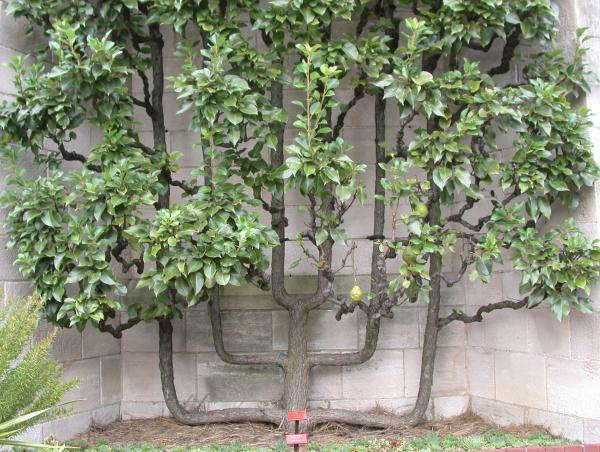
Peral con forma en palmeta soplador de vidrio. Este tipo de forma solo es utilizado por jardineros aficionados.

Una espaldera puede recibir casi tanta luz como un árbol "normal" (especialmente si está orientado hacia el sur), mientras que sin embargo ocupa mucho menos espacio. Esto lo convierte en una buena opción no solo para asuntos decorativos sino también para propietarios de pequeños jardines que carecen de espacio. Una espaldera se puede plantar contra una pared o sostenerse con filas de cables: se denomina contraespaldera. La pared ayuda a reflejar la luz y retiene el calor por la noche. Estos dos parámetros permiten que una espaldera de árbol crezca en un clima frío donde un árbol "normal" no podría sobrevivir.
La espaldera también permite conseguir fruta más rápidamente.
Ciertos tipos de árboles como la higuera (Ficus carica), el manzano o el peral se adaptan mejor a esta técnica que otros porque las ramas del árbol deben ser largas y flexibles. La técnica de la espaldera también se ha utilizado históricamente para el forzamiento de la vid en la región norte, como fue el caso de la Chasselas de Thomery cerca de Fontainebleau con el desarrollo de parras en cordones específicos (cordones Charmeux).

## Diferentes formas
Existen diferentes tipos de espalderas: horizontales (las ramas crecen horizontalmente desde el tronco central), palmetas (las ramas se abren en abanico alrededor del tronco) y el cordón.
El seto belga es una forma de espaldera trenzando un conjunto de cobertura en forma de seto.
Distinguimos entre otros:
- la palmeta simple: tronco central del que salen múltiples ramas guías horizontales.
- la palmeta doble: tronco dividido en dos ramas guías verticales muy juntas, de donde salen múltiples subguías horizontales.
- la palmeta diablo: tronco con dos ramas guías, ellas mismos con subguías.[1]
- la palmeta soplador de vidrio : tronco con cuatro o más ramas formando una especie de U imbricado dentro de la otra.[2]
- la palmeta en U, simple o doble: tronco común de donde dos ramas forman una U, eventualmente ramificada también en U.[3]
- la palmeta Baldassari
- etc.

También está la espaldera Lepage, soplador de vidrio candelabro, doble U y bandera mercante.

## Portainjertos adaptados
Para obtener espalderas hermosas o hermosas palmetas, es necesario usar portainjertos adaptados. Para el manzano, se recomienda utilizar formas enanas como "Paradise Apple" o Doucin (serie Malling M27, M9, M26, MM106).